# Pauline Viardot
Michelle Ferdinande Pauline García, passata alla storia come Pauline Viardot (Parigi, 18 luglio 1821 – Parigi, 18 maggio 1910), è stata un mezzosoprano, pianista e compositrice francese, di origini spagnole.

## Biografia
Figlia del grande tenore Manuel García e sorella di Maria Malibran, che morì quando Pauline aveva solamente 15 anni, intraprese dei solidi studi musicali, per quanto riguarda il canto sotto la guida del padre, con Antonín Reicha per la composizione e con Franz Liszt per il pianoforte. Alla morte prematura del patriarca, la sua educazione canora passò nelle mani della madre, il soprano Joaquína Sitchez: questa la indirizzò alla fine verso la carriera di cantante, inducendola ad abbandonare il prediletto pianoforte al quale Pauline rimase comunque legata tutta la vita producendosi sovente come pianista, anche a quattro mani con la sua grande amica Clara Schumann.
Pauline García diede il suo primo recital canoro a Bruxelles nel 1837 all'età di sedici anni con Charles Auguste de Bériot e debuttò in palcoscenico a Londra, nel maggio 1839, nel ruolo di Desdemona nell'Otello di Rossini. Il successo riscosso fu tale da indurre il direttore del parigino Théâtre des Italiens, Louis Viardot, ad ingaggiarla immediatamente e a farla esordire nella capitale francese, nel mese di ottobre, con lo stesso ruolo di Desdemona. Meno dotata, su un piano strettamente vocale, della sua defunta sorella, fu per le sue capacità drammatiche, intellettuali e musicali che riuscì a lasciare una profonda traccia di sé.
Anche su consiglio di George Sand, sua grande amica, Pauline accettò nel 1840 di sposare Viardot, che era di oltre venti anni più anziano di lei, e fu con il suo cognome maritale che si affermò definitivamente, passando alla storia come una delle più grandi cantanti dell'Ottocento. Nel dicembre 1841 nacque a Parigi la prima figlia della coppia, Louise Héritte-Viardot, che diventerà una musicista. Pauline sarebbe stata per George Sand il modello per la figura della protagonista del suo romanzo, Consuelo, una cantante italo-spagnola del XVIII secolo. Della Sand frequentò anche, fin dal 1841, la residenza di Nohant, cantando e suonando con Fryderyk Chopin di cui diventerà una cara amica; il musicista avrà una notevole influenza sulla sua arte di interprete che andrà affinandosi con i consigli del compositore.
Pochi anni, alcuni dei quali trascorsi nella compagnia del Teatro Imperiale di San Pietroburgo al fianco di personalità del calibro del tenore Giovanni Battista Rubini, del baritono Antonio Tamburini e del contralto Marietta Alboni, le furono sufficienti per imporsi: divenuta amica di Meyerbeer interpretò per lui il ruolo di Fidés ne Il profeta nel 1849, mentre Berlioz volle riadattare per la sua voce l'Orfeo ed Euridice di Gluck (1859), in una versione che sarebbe diventata per un secolo la base di quelle correnti di repertorio (nel 1861 un'analoga operazione fu ripetuta per l'Alceste dello stesso autore); Gounod per parte sua le affidò il ruolo protagonistico nella sua opera Saffo (1851) con l'aria «Ô ma lyre immortelle». Nel 1849 partecipò alle esequie solenni di Chopin interpretando la parte di contralto nella Messa di Requiem di Mozart, nell'Église de la Madeleine a Parigi.
Nel 1855 La Viardot volle acquistare, con il sacrificio di una parte consistente della sua fortuna, la partitura autografa del Don Giovanni di Mozart, del quale ella aveva interpretato il ruolo di Zerlina a San Pietroburgo, mentre suo padre ne era stato un formidabile protagonista.
Fin dalla sua permanenza in Russia negli anni '40 la Viardot aveva stretto un rapporto strettissimo con il grande scrittore russo Ivan Turgenev, che visse per tutto il resto della sua vita a stretto contatto, quasi in coabitazione, con i coniugi Viardot. Le rispettive residenze di campagna, a Bougival, separate, ma edificate sullo stesso terreno, sono state oggi trasformate in musei: sulla vera natura del rapporto tra la cantante e lo scrittore appare oggi difficile decifrare se si trattasse di un grande amore e se fosse invece soltanto reciproca ammirazione.
Un rapporto di stima reciproca legò la Viardot anche a Richard Wagner, come testimoniato ad esempio dalla lettera che inviò al compositore il 6 febbraio 1869, in cui la cantante scrisse: "Lei non ha ammiratore più sincero ed entusiasta di me."  Secondo quanto riportato da Cosima Wagner il rapporto si deteriorò tuttavia nel marzo dello stesso anno, in seguito alla ripubblicazione del pamphlet antisemita Il giudaismo nella musica
Dopo il ritiro dalle scene nel 1863, la Viardot si stabilì a Baden-Baden dedicandosi all'insegnamento, riservato ad allieve di sesso femminile (per qualche tempo anche al Conservatorio di Parigi, dove aveva insegnato pure il fratello Manuel García) e si esibì ancora in concerto, nell'oratorio di Massenet, Marie-Magdeleine (Parigi, 11 aprile 1873), e nella prima esecuzione pubblica (Jena, 3 marzo 1870) della Rapsodia per contralto che Johannes Brahms aveva composto come regalo di nozze per la figlia di Clara e Robert Schumann. 
Ella si dedicò altresì alla composizione di liriche per voce e pianoforte e di diverse opere da camera su libretti di Turgenev o suoi propri (tra i quali ultimi Cendrillon nel 1903).

## La voce
Al suo primo affacciarsi sulle scene parigine, all'inizio del 1839, Berlioz rilasciò un giudizio stroncatorio nei confronti della sorellina della Malibran: «M.lle Pauline Garcia mi è risultata molto sgradita, non valeva la pena fare tutto questo chiasso per un tale asserito talento, è una diva mancata.» Dopo pochi mesi tuttavia, il compositore francese ebbe modo di ricredersi pubblicando sul «Journal des Débats», la seguente argomentata rivalutazione, che capovolgeva completamente la sua precedente impressione ed apriva la strada ad un rapporto di stima che sarebbe culminato con le produzioni gluckiane di fine anni Cinquanta: «La voce di Mlle Garcia, eguale in tutti i registri, giusta, vibrante e agile, si eleva dal fa grave al do sovracuto, e cioè per due ottave e una quinta, e tale estensione è immensa perché riunisce tre generi vocali che non si trovano mai insieme: il contralto, il mezzosoprano e il soprano.».
L'estensione della voce della Viardot, in effetti, è rimasta leggendaria ed è dimostrata dall'ampiezza e dalla varietà del suo repertorio: da Rossini (Tancredi, Otello, La Cenerentola, La gazza ladra, Semiramide), a Bellini (La sonnambula, Norma), da Beethoven (Fidelio) a Meyerbeer (Gli ugonotti, oltre alla già citata Il profeta), da Mozart a Donizetti (Lucia di Lammermoor), da Gluck fino ad arrivare a Verdi (Macbeth e Trovatore nel ruolo di Azucena) e a Massenet. Ma la Viardot, degna epigona della famiglia García, eccelleva anche nell'agilità, nel fraseggio, nella tecnica, e possedeva una notevole carica drammatica.
Genio musicale e teatrale, la Viardot, scomparsa quasi nonagenaria all'epoca del grammofono, ha portato con sé, nella tomba, il suono della sua voce che Saint-Saëns, il quale aveva dedicato a lei il suo capolavoro Samson et Dalila (e del quale la Viardot cantò effettivamente il ruolo di Dalila nel 1874 in anteprima, in forma di concerto, nel suo teatro privato e nella sua abitazione), volle paragonare al gusto delle arance amare.

## Composizioni

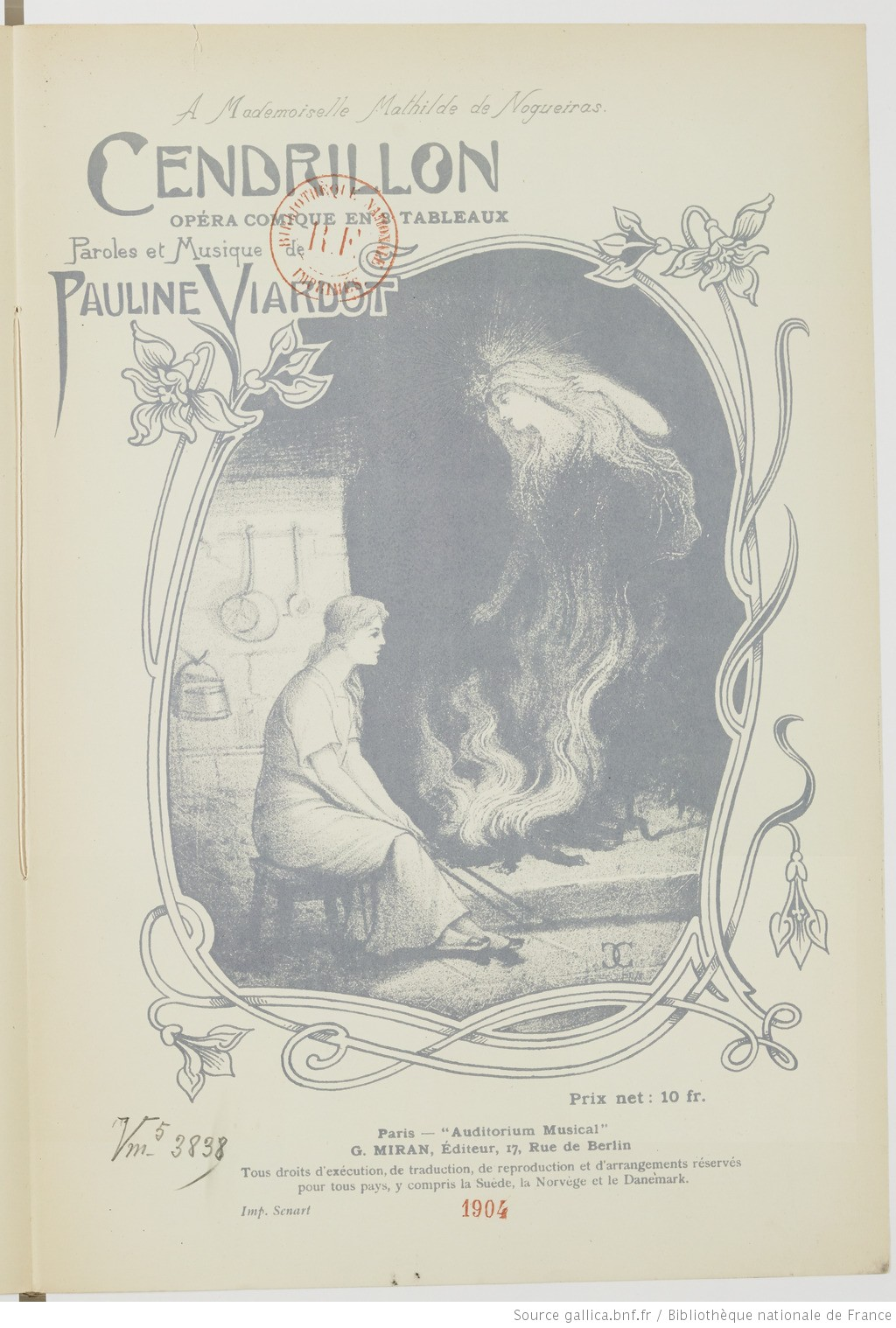
Copertina della partitura di Cendrillon, 1904

### Opere
- Su un libretto di Ivan Turgenev[13]
  - Trop de femmes, operetta, 1867.
  - L'ogre, 1868.
  - Le dernier sorcier, opera da camera, 1869.
  - Le Miroir, 1869.
- Cendrillon, 1904; libretto di Pauline Viardot, da Charles Perrault[14][15].

### Musica corale
- 1848 : La Jeune République, cantata per voce solista, coro misto e pianoforte, testo di Pierre Dupont
- 1899 :
  - Chœur bohémien (voce solista e tre voci femminili, pianoforte)
  - Chœur des elfes (voce solista e tre voci femminili, pianoforte)
- 1905 : Chœur des fileuses, da L'Ogre

### Liriche per canto e pianoforte
- 1843: Album de M.me Viardot-Garcia, otto liriche per canto e pianoforte: L'enfant de la montagne; La chapelle; L'abricotier; Adieu les beaux jours; L'exilé polonais; L'enfant et la mère; L'ombre et le jour; Le Chêne et le Roseau[16].
- 1850: Dieci liriche da Solitude (di Édouard Turquety); L'absence; La Chanson de Loïc (Auguste Brizeux); Marie et Julie; Tarentelle.
- 1864: Sei Mazurche di Fryderyk Chopin per voce e pianoforte: Seize ans; Aime-moi; Plainte d'amour; Coquette; L'Oiselet; Séparation.
- 1865: Sei Mazurche di Fryderyk Chopin per voce e pianoforte, tra cui: La danse; La Jeune fille.
- 1865: Die Sterne di Afanassi Fet
- 1866: Dodici liriche su poesie russe di Fet, Puškin, Turgenev, Lermontov e Kol'cov.
- 1870: numerose composizioni su poemi tedeschi di Heinrich Heine, Goethe e Eduard Mörike
- 1873: Cinquante mélodies de Franz Schubert, testi tradotti da Louis Pomey e P. Viardot.
- 1874: Fünf Gedichte di Goethe, Puschkin, Mörike, Emanuel Geibel e Richard Pohl.
- 1875: Trois valses de Franz Schubert, per due voci e pianoforte.
- 1878: Canti popolari toscani, tra cui Serenade Florentine.
- 1880: Sei liriche (tra cui Morirò e Haï-luli!) e una havanaise (Sur la rive le flot d’argent, parole francesi di Louis Pomey; a due voci.
- 1880: Quattro Lieder per voce solista e pianoforte (testi di Goethe, Mörike e Pohl).
- 1881: Cinq Poésies toscanes, parole di Louis Pomey.
- 1882: Six Mélodies, deuxième série.
- 1886:
  - Les Cavaliers, duo per due voci e pianoforte, dalla Danse hongroise n° 7 di Johannes Brahms.
  - Six chansons du XV siècle, tra cui: Aimez-moi ma mignonne; Hai luli!; Canción de la Infanta.
  - Airs italiens du XVIII siècle (traduzione di Louis Pomey).
  - Les Bohémiennes (alcuni arrangiamenti dalle Danses hongroises n° 5 e 6 di Brahms).
  - Lamento (Ma belle amie est morte, di Théophile Gautier).
- 1887: Sei liriche (due su poemi di Alfred de Musset: Madrid e Les Filles de Cadix).
- 1890: Le rêve de Jésus per soprano e pianoforte.
- 1894: Chanson de Mer.
- 1895: Bonjour mon cœur (Pierre de Ronsard)
- 1900: Chanson de la pluie (Turgenev).

### Musica strumentale
- 1867:
  - Marche militaire dédiée au roi de Prusse
  - Sei brani per violino e pianoforte.
- 1873: Introduction et polonaise per pianoforte a 4 mani.
- 1874: Sonatine per pianoforte e violino.
- 1904:
  - Due arie da balletto per pianoforte.
  - Suite arménienne, versioni per pianoforte a 2 e a 4 mani.
- 1905:
  - Défilé bohémien per pianoforte a 4 mani.
  - Mazurka per pianoforte.

## Repertorio[17]
| Ruolo                           | Titolo                    | Autore    |
| ------------------------------- | ------------------------- | --------- |
| Leonore                         | Fidelio                   | Beethoven |
| Romeo                           | I Capuleti e i Montecchi  | Bellini   |
| Amina                           | La sonnambula             | Bellini   |
| Norma                           | Norma                     | Bellini   |
| Orazio                          | Gli Orazi e i Curiazi     | Cimarosa  |
| Fidalma                         | Il matrimonio segreto     | Cimarosa  |
| Alina                           | Alina, regina di Golconda | Donizetti |
| Norina                          | Don Pasquale              | Donizetti |
| Adina                           | L’elisir d’amore          | Donizetti |
| Leonore                         | La favorita               | Donizetti |
| Lucia                           | Lucia di Lammermoor       | Donizetti |
| Maffio Orsini                   | Lucrezia Borgia           | Donizetti |
| Lady Harriet                    | Martha                    | Flotow    |
| Orphée                          | Orphée                    | Gluck     |
| Alceste                         | Alceste                   | Gluck     |
| Iphigénie                       | Iphigénie en Tauride      | Gluck     |
| Saffo                           | Sapho                     | Gounod    |
| Rachel                          | La Juive                  | Halévy    |
| Valentine                       | Les Huguenots             | Meyerbeer |
| Fidès                           | Le Prophète               | Meyerbeer |
| Alice Isabelle                  | Robert Le Diable          | Meyerbeer |
| Zerlina Donna Anna Donna Elvira | Don Giovanni              | Mozart    |
| Pamina Papagena                 | Die Zauberflöte           | Mozart    |
| Rosina                          | Il barbiere di Siviglia   | Rossini   |
| Cenerentola                     | La Cenerentola            | Rossini   |
| Malcolm                         | La donna del lago         | Rossini   |
| Ninetta                         | La gazza ladra            | Rossini   |
| Desdemona                       | Otello                    | Rossini   |
| Arsace                          | Semiramide                | Rossini   |
| Tancredi                        | Tancredi                  | Rossini   |
| Lady Macbeth                    | Macbeth                   | Verdi     |
| Azucena                         | Il trovatore              | Verdi     |